# Dorena (Missouri)
Dorena ist eine Siedlung, die als Unincorporated Community keiner Gemeinde angehört. Dorena liegt im Mississippi County im Südosten des US-amerikanischen Bundesstaates Missouri. Sie liegt am Kreuzungspunkt der Missouri State Route 77 mit der Missouri State Route 102 rund 21 km südöstlich der Stadt East Prairie. 
Der Ort ist im Jahre 1899 gegründet worden und ist nach dem Slangausdruck Doreen für Geld benannt. Überregionale Bedeutung hat Dorena durch die Fähre über den Mississippi nach Hickman im benachbarten Bundesstaat Kentucky erhalten. Sie ist gleichzeitig die einzige Fähre zwischen Missouri und Kentucky.